# Kępsko (województwo zachodniopomorskie)
Kępsko – (niem. Mühlenkamp) osada w Polsce położona w województwie zachodniopomorskim, w powiecie koszalińskim, w gminie Bobolice.
W latach 1975–1998 miejscowość położona była w województwie koszalińskim.

## Zabytki
- park dworski, z drugiej poł. XIX, nr rej.: 1136 z 11.10.1980, pozostałość po dworze.

Inne miejscowości o nazwie Kępsko: Kępsko